# Sim sa la Klim
Sim sa la Klim is een attractie in het Nederlandse attractiepark Toverland en is gemaakt door Metallbau Emmeln. De attractie is een springkussen, een glijbaan en een klimwand in één. De attractie is geopend in 2001 samen met het pretpark en bevindt zich in het Land Van Toos. Tijdens een renovatie aan het gebied in 2021 is het de attractie compleet vervangen voor een nieuwe versie die meer bij het Oosterse thema van het gebied zou passen.
Lijst van attracties in Attractiepark Toverland · Afbeeldingen